# Fatemah Motamed-Aria
Pour les articles homonymes, voir Aria (homonymie).
Fatemeh Motamed-Arya (en persan فاطمه معتمد آریا), née le 29 octobre 1961 à Téhéran, est une actrice iranienne.
En 2009, elle est présidente du jury international de la 15e édition du festival international des cinémas d'Asie de Vesoul.
En 2022, elle participe au jury du Festival du film de Fajr.

## Filmographie
- 1989 : Reyhaneh
- 1992 : Nassereddin Shah, acteur de cinéma
- 1992 : Mosaferan (Les voyageurs)
- 1993 : L'Acteur
- 1994 : Hamsar
- 1995 : Rossari Abi
- 2001 : Chérie, je ne suis pas dans mon assiette  (Azizam Man kook Nistam)
- 2003 : Abadan
- 2004 : Gilaneh
- 2005 : Taghato (Le croisement)
- 2006 : Kārgarān mashghul-e kārand (Men at Work)
- 2006 : Zir-e Tigh (série télévisée)
- 2009 : Ashpazbashi (série télévisée)

## Nomination et Prix
- Nommée au Simorgh de cristal du meilleur second rôle féminin  1988 au 6e Festival du Film Fajr pour Jahizieh Baraye Robab
- Remporté le Simorgh de cristal du meilleur second rôle féminin 1989 au 7e Festival du film Fajr pour Barahoot.
- Nommée au Simorgh de cristal du meilleur second rôle féminin 1990 au 8e Festival du Film Fajr pour Reihaneh.
- Remporté le Simorgh de cristal du meilleur second rôle féminin 1992 au 10e Festival du film Fajr pour Mosaferan
- Remporté le Simorgh de cristal du meilleur second rôle féminin 1993 au 11e Festival du film Fajr pour Yekbar Baraye Hamisheh.
- Remporté le Simorgh de cristal du meilleur second rôle féminin 1994 au 12e Festival du film Fajr pour Hamsar.
- Nommée au Simorgh de cristal du meilleur second rôle féminin 1995 au 13e Festival du Film Fajr pour Le Voile Bleu.
- Nommée au Simorgh de cristal du meilleur second rôle féminin  2000 au 18e Festival du Film Fajr pour Eshgh Bealaveh do.
- Nommée au Simorgh de cristal du meilleur second rôle féminin 2004 au 22e Festival du Film Fajr pour Naneh Gilaneh.